# Manuela da Silveira
María Manuela da Silveira Baliño (Montevideo, 3 de febrero de 1982) es una actriz, humorista y presentadora de televisión uruguaya.

## Biografía
Es hija de Elena Baliño y del conocido abogado y periodista deportivo Jorge da Silveira.
Estudió ciencias de la comunicación en la Universidad Católica del Uruguay y en México. Trabajó como guionista en Televisa. También presentó espectáculos de stand up y algunos unipersonales; otros, acompañada por Emilia Díaz y elenco. Entre 2011 y 2014 copresentó, junto a Cecilia Bonino y Pablo Fabregat, el programa Sonríe, te estamos grabando de Teledoce.
En 2012 presentó su autobiografía, Manu: de 0 a 30 (30 años de pastafrola), y en 2015, Comer y reír: manual para acercarse a la cocina con alegría, en coautoría con la cocinera y empresaria Ximena Torres. A partir de julio de 2015 condujo el programa humorístico Parentela, emitido por Canal 4. En abril de 2016, hace público que es diabética.
En el 2017, entra en el panel de Desayunos informales transmitido por Teledoce, luego de varios cambios en la producción del programa original. Se encarga de repasar noticias del espectáculo y realiza segmentos de humor sola o junto a Marcel Keoroglian, como el de "Marta, la esposa de Monte" y "El Niño Doblaje". El 31 de diciembre de 2018, decide retirarse del programa.
En 2018, durante unos pocos meses, copresentó, junto a Juan Hounie y Varina De Cesare, el programa de Teledoce, La columna de la gente. En 2020 integró al elenco femenino del programa de Teledoce, La culpa es de Colón, junto a Catalina Ferrand, Luciana Acuña, Jimena Vázquez y Lucía Rodríguez. Dos años después regresó al canal participando del programa ¿Quién es la máscara? bajo el personaje de «Monstruo». Resultó ser la ganadora tras competir en nueve emisiones.
En febrero de 2024 se anunció su regreso a la televisión, como asesora del programa de talentos, Veo cómo cantas, versión local del formato surcoreano, I Can See Your Voice.

## Trayectoria

### Televisión
| Programas | Programas                   | Programas | Programas             |
| Año       | Título                      | Canal     | Rol                   |
| --------- | --------------------------- | --------- | --------------------- |
| 2009-2010 | Telemental                  | Teledoce  | Coconductora          |
| 2011-2014 | Sonríe, te estamos grabando | Teledoce  | Coconductora          |
| 2015      | Parentela                   | Canal 4   | Conductora            |
| 2017-2018 | Desayunos informales        | Teledoce  | Panelista             |
| 2018      | La columna de la gente      | Teledoce  | Coconductora          |
| 2020      | Quedate en casa             | Teledoce  | Coconductora          |
| 2020      | La culpa es de Colón        | Teledoce  | Panelista             |
| 2022      | ¿Quién es la máscara?       | Teledoce  | Concursante; Ganadora |
| 2024      | Veo cómo cantas             | Teledoce  | Asesora               |

### Teatro
| Año  | Título      | Dirección     |
| ---- | ----------- | ------------- |
| 2017 | Las Manolas | María Mendive |

## Vida personal
En enero de 2023, anunció su primer embarazo junto a su pareja Daniel García Scheck. El 18 de mayo dio a luz a su hijo Matías.

## Premios y nominaciones
| Año  | Premios     | Categoría        | Trabajo nominado            | Resultado |
| ---- | ----------- | ---------------- | --------------------------- | --------- |
| 2012 | Premio Iris | Mejor conductora | Sonríe, te estamos grabando | Ganadora  |
| 2013 | Premio Iris | Mejor conductora | Sonríe, te estamos grabando | Ganadora  |
| 2014 | Premio Iris | Mejor conductora | Sonríe, te estamos grabando | Nominada  |
| 2016 | Premio Iris | Mejor conductora | Parentela                   | Nominada  |